# Larysmer Martínez
Larysmer Martínez Caro, född 18 oktober 1996, är en  volleybollspelare (libero).
Martínez spelar i Dominikanska republikens landslag och vann med dem  nordamerikanska mästerskapet 2019 och 2021. Hon har även spelat med landslaget vid VM 2022. Hon har spelat med klubbar i Dominikanska republiken.